# Foreston (Minnesota)
Pour les articles homonymes, voir Foreston.
Foreston est une ville américaine située dans le Comté de Mille Lacs, dans le Minnesota. Selon le recensement de 2010, sa population est de 533 habitants.